# Thripadectes
A Thripadectes  a madarak (Aves) osztályának verébalakúak (Passeriformes) rendjébe és a fazekasmadár-félék (Furnariidae) családjába tartozó nem.

## Rendszerezésük
A nemet Philip Lutley Sclater angol ügyvéd és zoológus 1862-ben, az alábbi 7 faj tartozik ide:
- Thripadectes ignobilis
- Thripadectes flammulatus
- Thripadectes scrutator
- Thripadectes holostictus
- Thripadectes rufobrunneus
- Thripadectes virgaticeps
- Thripadectes melanorhynchus

## Előfordulásuk
A fajok többsége Dél-Amerika északnyugati részén, az Andokban honos, egy faj Közép-Amerikában él. Természetes élőhelyeik a szubtrópusi vagy trópusi síkvidéki és hegyi esőerdők, valamint másodlagos erdők. Állandó, nem vonuló fajok.

## Megjelenésük
Testhosszuk 20-25 centiméter körüli.